# Valladolid (tartomány)
Valladolid egy tartomány Spanyolországban, Kasztília és León autonóm közösségben.